# Krzysztof Michał Sapieha
Pour les articles homonymes, voir Krzysztof Sapieha et Sapieha.
Krzysztof Michał Sapieha, né le 10 août 1607 à Roujany (Biélorussie), mort le 17 août 1631, magnat de Pologne-Lituanie, membre de la famille Sapieha, grand greffier de Lituanie.

## Biographie
Krzysztof Michał Sapieha est le fils Lew Sapieha et de Halaszka Radziwiłł.
Après des études à l'université de Vilnius, il est envoyé en 1621 avec son frère Kazimierz, pour étudier à Munich et à Ingolstadt. En 1624, il contracte la tuberculose et rentre en Pologne. Après un court traitement, il reprend ses voyages en Europe, cette fois à l'université de Louvain, où il s'installe en 1627. Il passe le reste de l'année à Bruxelles, puis s'installe en Italie pour étudier à Bologne (1628) et Padoue (1629). Cependant, la maladie progresse et le force à rentrer au pays.
Il est député du conseil régional de Vilnius pour un parlement extraordinaire en 1629. En août 1630, il reçoit le titre de podstoli litewski (intendant de Lituanie) et en mars 1631, de pisarz wielki litewski (grand greffier de Lituanie).